# Amalia Galárraga Azcarrunz
Amalia Galárraga Azcarrunz   (Sant Sebastià, c. 1885 - Madrid, 28 de setembre de 1971) va ser una de les fundadores i membre del Comitè Executiu (on va exercir el càrrec de tresorera) del Lyceum Club de Madrid, del qual marxaria a conseqüència de traslladar el seu domicili.
Existeixen molt poques dades publicades sobre la seva vida, encara que se sap que era bona amiga de Carmen Baroja i Nessi, raó per la qual aquesta va ajudar, juntament amb la seva cunyada Carmen Monné, a finançar l'associació.
Va escriure, a instàncies de Giménez Caballero, una crònica dedicada al seu marit, José María Salaverría, publicada per Giménez Caballero, el 15 de desembre de 1928 en el núm. 48 de La Gaseta Literària, amb el títol “Els escriptors vists per la seva dona. José María Salaverría".
A principis de 1930 participa en la fundació de la Lliga Femenina Espanyola per la Pau, fruit del Congrés d'associacions pro Societat de Nacions, en el qual la Lliga queda integrada. Aquesta lliga estava formada fonamentalment per un grup de dones pacifistes, que en la seva majoria eren, també, sòcies del Lyceum Club, com Amalia Galárraga.
Va estar casada amb José María Salaverría, amb qui va tenir dues filles, Carmen i Margarita (diplomàtica, ministra plenipotenciària d'Espanya, banda d'Isabel la Catòlica, nascuda a Sant Sebastià, Guipúscoa, i finada a Madrid el 7 de desembre de 2000).
Va morir a Madrid, el 28 de setembre de 1971 als 86 anys, encara que estava establerta a Sant Sebastià, la seva ciutat natal, des que es va quedar vídua. Està enterrada en el cementiri de Polloe, on també hi ha el seu marit.